# 外溫動物

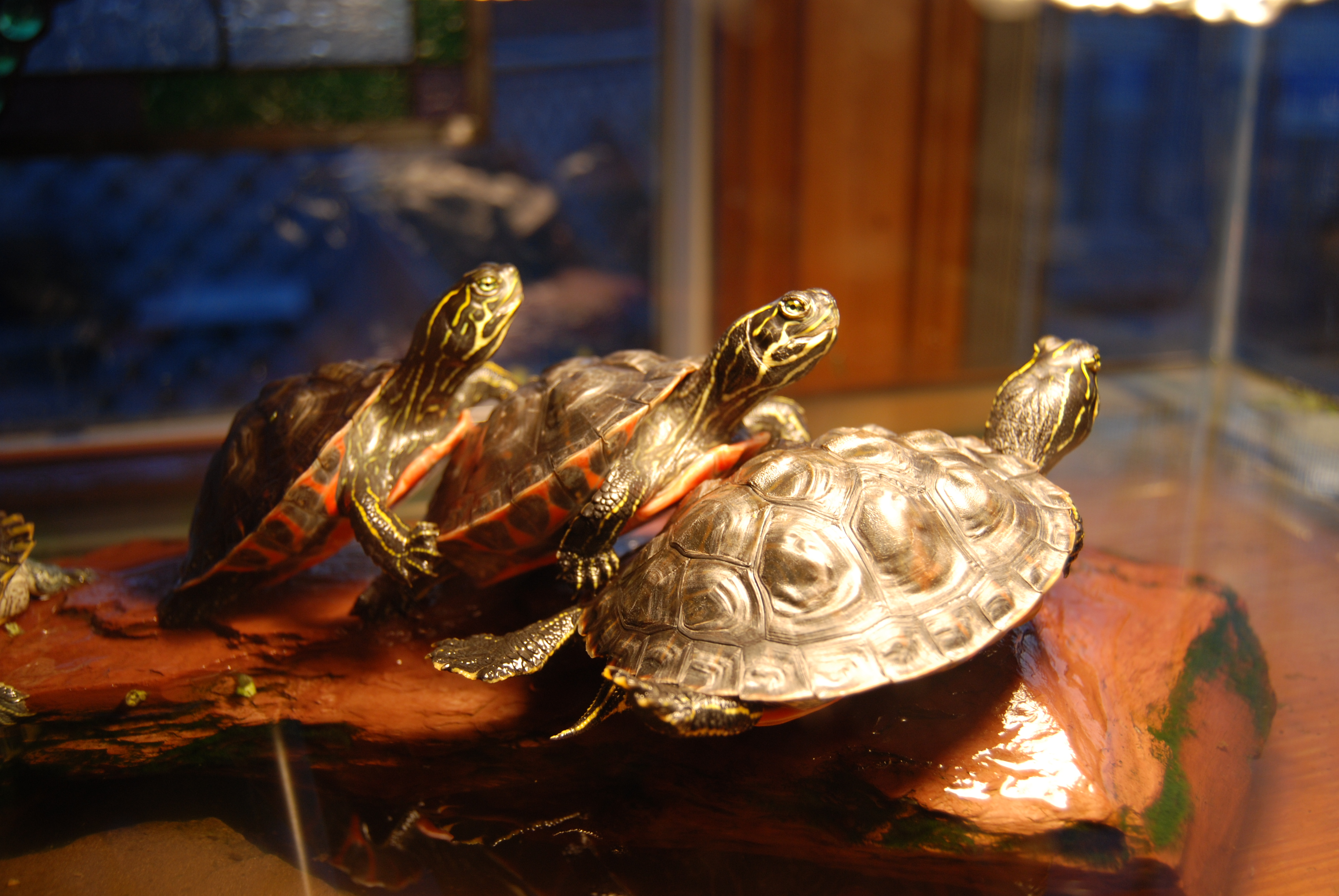
偽龜屬 烏龜（在此圖中為取暖而曬太陽）是外溫動物。

紅線表示空氣溫度。紫色線表示蜥蜴的體溫。綠線表示洞穴的基礎溫度。蜥蜴是外溫動物，通過行為適應來控制它們的溫度。它們根據外界溫度調整行為；如果溫暖，它們會出來直到某一點，然後根據需要回到洞穴。

外溫動物（ectotherm）常俗稱冷血動物，是一種內部生理熱源（例如血液）在控制體溫方面相對較小或可以忽略不計的動物。這些生物（例如青蛙）依賴環境熱源，使它們能夠以非常經濟的代謝率運作。术语 ectotherm 源自古希臘語 （ektós）「外部」 和 （thermós）「熱」.
其中一些動物生活在溫度幾乎恆定的環境中，如深海區域的典型情況，因此可以視為恆溫動物的外溫動物。相比之下，在溫度變化如此劇烈的地方，許多物種習慣性地尋找外部熱源或庇護以避開熱量；例如，許多爬行動物通過曬太陽來調節體溫，或在需要時尋找陰涼處，此外還有許多其他行為上的溫度調節機制。
與外溫動物相比，內溫動物主要依靠內部代謝過程產生的熱量，而中溫動物則使用中間策略。
由於動物使用的溫度控制方法不僅僅有兩種，因此溫血動物 (warm-blooded) 和冷血動物 (cold-blooded) 這些術語已經不再作為科學術語使用。

## 適應
各種行為模式使某些外溫動物能夠在一定程度上調節體溫。為了暖身，爬行動物和許多昆蟲會尋找陽光充足的地方並採取能最大化暴露的姿勢；在有害高溫時，它們會尋找陰涼處或較冷的水。在寒冷的天氣裡，蜜蜂會聚集在一起以保持溫暖。蝴蝶和飛蛾可能會調整翅膀以最大化暴露於陽光下，以便在起飛前積累熱量。像森林天幕毛毛蟲和美國白蛾這樣的群居毛毛蟲，通過大群體曬太陽來進行溫度調節。 許多飛行昆蟲，如蜜蜂和大黃蜂，還會在飛行前內溫地提高其內部溫度，通過震動飛行肌肉而不劇烈振動翅膀。這種內溫活動顯示了像變溫動物和恆溫動物等術語的一致性應用困難。 許多飛行昆蟲，如蜜蜂和大黃蜂，還會在飛行前內溫地提高其內部溫度，通過震動飛行肌肉而不劇烈振動翅膀。這種內溫活動顯示了像變溫動物和恆溫動物等術語的一致性應用困難。
除了行為適應外，生理適應也有助於外溫動物調節溫度。潛水爬行動物透過熱交換機制來保存熱量，冷血從皮膚獲取從體內核心移出的熱量，重新利用並保存了本來會浪費的一些熱量。牛蛙的皮膚在炎熱時分泌更多黏液，使蒸發冷卻效果更好。
在寒冷期間，一些外溫動物進入休眠狀態，其新陳代謝減慢，或在某些情況下（如木蛙）幾乎停止。休眠可能持續一晚、一個季節甚至數年，這取決於物種和環境。
爬行動物飼主可能會使用紫外線燈系統來幫助其寵物曬太陽。

## 優缺點
外溫動物主要依靠外部熱源（如陽光）來達到其各種身體活動的最佳體溫。因此，它們依賴環境條件來達到運作體溫。相比之下，內溫動物主要通過內部代謝活動（如肝臟、腎臟、心臟、大腦、肌肉）或專門的產熱器官（如棕色脂肪組織）維持接近恆定的高運作體溫。外溫動物在給定體重下通常具有較低的代謝率。因此，內溫動物通常依賴更高的食物消耗，並通常需要能量含量更高的食物。這種需求可能限制了一個環境對內溫動物的承載力，而對外溫動物的承載能力則不會。
由於外溫動物依賴環境條件來調節體溫，一般而言，它們在夜間和清晨會更遲鈍。當它們從庇護所出來時，許多晝行性外溫動物需要在早晨的陽光下加熱才能開始日常活動。在寒冷的天氣裡，這些物種的覓食活動因此限於白天，在寒冷氣候中，大多數無法生存。在蜥蜴中，例如，大多數夜行性物種是專門進行伏擊覓食的壁虎。這種策略不需要像主動覓食那樣多的能量，也不需要同等強度的狩獵活動。從另一個角度看，伏擊捕食可能需要非常長的非生產性等待時間。內溫動物通常不能承受這麼長時間沒有食物，但適當適應的外溫動物可以在不消耗太多能量的情況下等待。因此，內溫脊椎動物物種較少依賴環境條件，並且在其日常活動模式中（無論在物種內還是物種間）具有更高的變異性。
在外溫動物中，波動的環境溫度可能會影響體溫。這種體溫變化稱為變溫性，儘管這個概念並不完全令人滿意，並且該術語的使用正在減少。在小型水生動物如輪蟲中，變溫性幾乎是絕對的，但其他生物（如蟹）有更廣泛的生理選擇，可以移動到喜好的溫度，避免環境溫度變化，或緩和其影響。 外溫動物也可以顯示出恆溫性的特徵，尤其是在水生動物中。通常它們的環境溫度範圍相對穩定，並且嘗試維持更高內部溫度的數量很少，因為這樣做的成本很高。
- 美洲短吻鱷在中午的陽光下曬太陽
- 鱗紋眼蛺蝶在陽光下曬太陽
- 一條1.8米長的南方黑遊蛇在佛羅里達州因弗內斯的陽光下曬太陽

## 外溫動物與變溫動物的差異
儘管對於一般人來說，外溫動物與變溫動物的區別並不明顯，中華民國的國中生物課程也常將外溫動物視為變溫動物。這主要是因為大多數的外溫動物同時也是變溫動物，只有少部分例外。
然而，外溫動物與變溫動物在定義上確實存在差異：
- 外溫動物（Ectotherm）：指體溫主要來自外界環境提供的熱量的動物。與之相對的是「內溫動物」。
- 變溫動物（Poikilotherm）：指體溫會隨著環境溫度波動，而非維持在固定值的動物。與之相對的是「恆溫動物」。

### 特例：非變溫的外溫動物
確實存在少部分外溫動物，牠們雖然主要依賴外界熱源，但仍能維持相對穩定的體溫，使其不完全屬於典型的變溫動物。這些動物通常是透過行為或生理機制來調節體溫，以減少體溫波動。
例如：
- 深海魚類：許多生活在深海中的魚類，由於其所處環境的水溫極為恆定（接近冰點且變化極小），即使牠們是外溫動物，其體溫實際上也保持著高度穩定，幾乎沒有波動[15]。在這種情況下，牠們是外溫動物，但同時也是「恆溫動物」（因為體溫不變）。
- 大型爬行動物：某些大型爬行動物，例如體型巨大的海龜或鱷魚，雖然是外溫動物，但由於牠們龐大的身軀具有較大的熱慣性，體溫變化速度較慢。牠們會透過曬太陽、躲進陰涼處或進入水中等行為來積極調節體溫，使其在一天內的波動範圍相對較小[16]。